# 乌石农场 (普宁市)
乌石农场是位于中国广东省揭阳市普宁市一个类似乡级单位。

## 行政区划
下辖以下地区：
乌石农场虚拟生活区。